# Wettinia aequatorialis
Wettinia aequatorialis är en enhjärtbladig växtart som beskrevs av Rodrigo Bernal. Wettinia aequatorialis ingår i släktet Wettinia och familjen Arecaceae. IUCN kategoriserar arten globalt som sårbar. Inga underarter finns listade i Catalogue of Life.